# Steelpad
Steelpad é uma marca de mousepads fabricados pela empresa dinamarquesa SteelSeries. O Steelpad é uma superfície de alta precisão, desenhado para uso por jogadores de videogames.